# Julie Plec
Julie Plec (26 mei 1972) een Amerikaans schrijfster en producent. Bekende werken van Plec zijn de televisieseries Scream, Kyle XY, The Originals, The Vampire Diaries en We Were Liars.
Plec studeerde aan de Northwestern University. Aanvankelijk volgde ze de richting filmwetenschappen, maar stapte over op een algemenere richting waar ze zich onder andere met theater, film en communicatie bezig hield.